# Hullámok hátán (Lost)
A Hullámok hátán (Adrift) a Lost c. amerikai televíziós sorozat második évadának második epizódja.
2005. szeptember 21-én mutatták be először az USA-ban, az ABC műsorán, a sorozat huszonhatodik részeként. Az epizódot Steven Maeda és Leonard Dick írta és Stephen Williams rendezte. Középpontjában Michael Dawson áll.

## Szinopszis

### Visszaemlékezések
|  | Alább a cselekmény részletei következnek! |

Michael felfogad egy ügyvédet, mert harcol az ellen, hogy az egykori barátnője, Susan Rómába akarja vinni Waltot, a fiukat. A küzdelmet azonban hátráltatja munkanélkülisége és az, hogy balesete miatt bottal jár. A jogász elárulja neki, hogy a nő és új barátja, Brian azt kérik, Michael mondjon le szülői jogairól, mert a férfi adoptálni akarja a gyereket. Az építész lakhelyelhagyási nyilatkozatot akar kicsikarni, de ekkor ügyvédje figyelmezteti: ez Dávid és Góliát harca lesz, és rendkívül sok pénzbe fog kerülni. Michael azonban ragaszkodik fiához.
Egy megbeszélésen, mely Walt szülei között jött létre ügyvédeik részvételével, Susan képviselője ízekre szedi Michael apai tevékenységét, azt katasztrófának állítva be. Végső következtetése: „Ahhoz képest, hogy mennyire ragaszkodik a fiához, úgy látom, elég keveset tud róla.” A férfi ugyanakkor továbbra is határozottan állítja: ő Walt apja.
A megbeszélés után Susan egyedül marad Michaellel, és elárulja, hogy szerinte a férfi fog nyerni. Ugyanakkor nem érti, miért teszi ezt, mikor tudja, a férfi soha nem tud úgy gondoskodni majd Waltról, mint ő. Arra kéri, engedje el a fiút, majd átadja neki az adoptálási papírokat.

Michael találkozik a kisgyermek Walttal.

A nő később egy parkban találkozik Michaellel, és magával viszi a még igen kicsi Waltot is. A férfi elmondja a gyereknek, hogy boldog élete lesz az anyjával és Briannel, de vele most egy ideig nem fog találkozni; és hogy az apja nagyon szereti, és ez mindig így lesz. Ad neki egy játék jegesmedvét, és megkéri a nőt, egyszer árulja el neki, kitől kapta.

### Valós idejű történések

#### A szigeten
Locke, miután valaki lehúzta a bunkerba Kate-et, hozzáerősíti kötelét egy fához, és leereszkedik. Lent bejárja az épületet, és megpróbál rájönni arra, mi is ez tulajdonképpen. Lehúzza cipőjét, és lábujjhegyen megy tovább. Talál egy konyhát, majd észreveszi az eszméletlenül a földön fekvő nőt. Ám ekkor megjelenik egy férfi, és megkérdezi Locke-tól: „Maga az?” Locke próbálja bizonygatni, hogy ő az, akire a férfi várt, de mikor az felteszi a kérdést („Mit mond az egyik hóember a másiknak?”), és John nem tud válaszolni, rájön, hogy hazudik kilétéről. Felszólítja Kate-et Locke megkötözésére, de a férfi bebizonyítja, hogy a nő sokkal veszélyesebb, hiszen körözött bűnöző. A férfi hisz neki, ezért Kate-et zárják be egy sötét szobába.
Jack, miután megtartotta beszédét arról, hogy megvárják a reggelt a bunker ügyében, mégis elindul a dzsungelbe. Charlie és Claire messziről figyelik Hurley-vel folytatott párbeszédét, de ekkor a nő megtalálja a zenész táskájában a heroint rejtő Szűz Mária-szobrot. A férfi a kérdésére kitérő választ ad, mintha nem lenne fontos.
Mivel karjait hátul összekötözték, Kate-nek először ki kell szabadítania magát. Ezt néhány igen ügyes manőverrel meg is teszi. Ezután elvágja köteleit a késsel, melyet Locke csúsztatott az övébe. Felkapcsolja a villanyt, ekkor felfedezi, hogy ahová bezárták, az egy raktár, tele élelmiszerrel. Bemászik a szellőzőnyílásba, de előtte megeszik egy Apollo csokoládészeletet, és el is tesz egyet. Tőle nem messze Locke-ot a férfi a repülőgép-szerencsétlenségről faggatja. Elárulja, hogy a neve Desmond, majd megkérdezi, hányan betegedtek meg a túlélők közül. Ekkor csipogó hang hallatszik. Desmond Locke-ot a fegyver segítségével átviszi a számítógéphez, és mondja neki, hogy üsse be a következő számokat: 4, 8, 15, 16, 23 és 42. Miután John megnyomja a „bevitelt” (Execute), a csipogás elhallgat, a számláló a falon pedig visszaáll 108 percre. Jack a többieket követve leereszkedik a bunkerba. Kate kiabál neki a szellőzőből, ám a férfi nem hallja, mert Desmond bekapcsolja a lemezjátszót. Desmond összeütközésbe kerül Jackkel, egymásra fogják fegyverüket, majd az orvos rájön, hogy ismeri a másik férfit.

#### A tutajon
Sawyer felúszik a víz felszínére, és meghallja Michael és Jin kiáltozását. Odamegy a tutaj egyik maradványához, és azzal Michaelhez úszik, aki elmerült. A férfi azonban nem vesz levegőt. Sawyer megkezdi az újraélesztést, és sikerrel jár, de erővel kell megakadályoznia, hogy Michael folytassa hiábavaló küzdelmét Waltért. Megállapítja, hogy az emberrablók hajója már túl messze van, ezért nem hallhatják meg a kiáltozást. Sawyer Jin után kiáltozik, ekkor megkérdezi Michael, bűntudatot érez-e amiatt, hogy rávette a rakéta kilövésére. Vitatkozni kezdenek, és a mérnök le akarja küldeni a tutajáról a másik férfit, de megtámadja őket egy cápa. Sawyer átúszik a tutaj egy másik darabjára, és elmondja, a gyereket akarta megmenti, nem pedig saját magát, mint ahogy azt Michael állítja.
Valamivel később Sawyer puszta kézzel szedi ki felkarjából a belefúródott golyót, Michael ellenvetései ellenére. Mikor készen van, megkérdi a férfit, nincs-e egy ragtapasza, aztán elájul.
A tengeren sodródva Sawyer megjegyzi: az emberrabló hajó elég kicsi volt, csak a közelben használhatják a Többiek. Rousseau azt mondta, el fognak jönni a gyerekért; ők azt hitték, Aaronra gondol, de Sawyer egyre biztosabb benne, hogy Waltot akarták. Michael lefröcsköli a férfit, mert az a szájára merte venni a fia nevét. Az a tutajdarab, melyen Sawyer utazott, szétesik, ezért átmegy Michaelére.
Később a két férfi észreveszi a tutaj egyik pontonját, amit bambuszrudakból készítettek el, így azon biztonságosabb az utazás, mint a jelenlegi „járművükön”. Sawyer vállalja a ponton közelebb húzását, ehhez azonban a vízbe kell ugrania. A pisztolyt Michaelre bízza. A cápa feltűnik a víz felszínén, a férfi pedig az egész tárat beleereszti. A pontont végül sikerül odanavigálni, és átmásznak rá. Napkeltekor Michael megígéri, hogy visszaszerzi a fiát. Ekkor veszik észre, hogy az áramlatok visszasodorták őket a szigetre. „Hazaértünk” - mondja Sawyer. Partra való kiszállásukkor meghallják Jin kiabálását, majd a koreai férfi kiront a dzsungelből. Izgatottan mondogat valamit koreai nyelven, végül angolul is kimondja: „Többiek!” Ekkor a három férfi felfigyel egy csoportra, akik a parton gyülekeznek, és fegyvereikkel igen fenyegetőnek tűnnek.

## Érdekességek
- A cápa farkán, amely megtámadja Michaeléket, egy DHARMA-jelzés látható.
- Michael ügyvédjének magyar hangja Csuja Imre, aki az ennek az epizódnak a végén először feltűnő Mr. Eko hangját is adja.
- Ez a rész eredetileg Sawyer-központú lett volna, néhány képet 2008 júliusában tettek közzé az interneten, amely még az ő visszaemlékezéseinek forgatását ábrázolja.[1]
- Amikor Michael az ügyvédjével találkozik, egy pillanatra láthatók a Világkereskedelmi Központ tornyai.

|  | Itt a vége a cselekmény részletezésének! |